# Chương trình đánh giá học sinh quốc tế
Chương trình Đánh giá học sinh quốc tế  (Programme for International Student Assessment - PISA) là một khảo sát quốc tế do tổ chức OECD (Organisation for Economic Co-operation and Development) đề xuất, để đánh giá khả năng của học sinh 15 tuổi của các nước và vùng lãnh thổ trong và ngoài OECD, về toán, khoa học và đọc hiểu. Chương trình được thực hiện từ năm 2007 và cứ 3 năm lặp lại một lần. Mục đích của chương trình là cung cấp các dữ liệu so sánh nhằm giúp  các nước cải thiện các chính sách và kết quả giáo dục. Chương trình hướng vào việc đo lường sự hiểu biết và khả năng giải quyết vấn đề trong cuộc sống hàng ngày của học sinh. Vào năm 2015 có 72 nước và vùng lãnh thổ, với tổng số khoảng 540.000 học sinh tham gia chương trình. PISA cũng khảo sát các mối quan hệ giữa việc học của học sinh và các yếu tố khác để hiểu rõ sự khác biệt về kết quả trong mỗi nước và giữa các nước.

## Nội dung đánh giá
PISA kiểm tra mức hiểu biết và vận dụng trong ba lĩnh vực: đọc hiểu, toán và khoa học. PISA không kiểm tra kiến thức thu được tại trường học mà xem xét năng lực phổ thông thực tế của học sinh. Bài thi chú trọng đánh giá khả năng học sinh vận dụng kiến thức và kỹ năng của mình khi đối mặt với những tình huống và thử thách liên quan đến kiến thức và kỹ năng đó. Về toán học, đánh giá khả năng học sinh vận dụng hiểu biết toán học của họ để giải quyết các vấn đề được đặt ra trong bối cảnh thực tế. Về khoa học, kiểm tra khả năng vận dụng những kiến thức khoa học để hiểu và giải thích các tình huống toán học. Về đọc hiểu, đo lường mực độ vận dụng kiến thức và kỹ năng đọc để hiểu ý nghĩa của những thứ họ đọc được qua nhiều loại tài liệu khác nhau mà họ gặp trong cuộc sống. Tuy mọi lần đánh giá đều được thực hiện trên cả ba lĩnh vực, nhưng mỗi lần có tập trung nhiều hơn vào một lĩnh vực và sẽ thay đổi tuần tự (năm 2000: đọc hiểu; 2003: Toán; 2006: Khoa học; 2009: Đọc hiểu; 2012: Toán; 2015: Khoa học ...).

## Tổ chức đánh giá
PISA do OECD đề xuất, bảo trợ và quản lý, các thành viên tham gia đóng góp kinh phí.

## Lấy mẫu
Học sinh tham gia kiểm tra nằm trong độ tuổi từ 15 năm 3 tháng đến 16 năm 2 tháng tính đến ngày kiểm tra, không cần quan tâm đến học lớp mấy, tuy nhiên chỉ đánh giá học sinh học ở trường, không phải tự học tại nhà. Theo yêu cầu đó, mỗi quốc gia phải lấy một mẫu ít nhất 5000 học sinh tham gia. Việc lấy mẫu được thực hiện bằng phương pháp khoa học để đảm bảo tính đại diện cho cả nước (hoặc vùng lãnh thổ) tham gia, và được quản lý rất nghiêm ngặt bởi tổ chức quản lý PISA của OECD. Đối với vài nước có học sinh ít hơn ngưỡng đó (Bỉ, Brussel) thì việc kiểm tra được thực hiện trên toàn bộ học sinh. Một số nước lấy các mẫu lớn hơn so với yêu cầu để có thể so sánh kết quả giữa các vùng trong nước với nhau.

## Bài kiểm tra và bảng hỏi
Mỗi học sinh làm một bài kiểm tra trong 2 giờ. Một phần là các câu hỏi nhiều lựa chọn, một phần khác là các câu hỏi mà học sinh tự tạo câu trả lời, nhưng mỗi học sinh không phải được kiểm tra mọi thành phần của bài thi như nhau. Các bài kiểm tra được dịch sang bản ngữ của các nước tham gia và thẩm định rất cẩn thận. Sau khi làm bài kiểm tra về kiến thức, các thí sinh phải trả lời một bảng hỏi (questionnaire) trong gần một giờ về sở thích, động lực và hoàn cảnh gia đình. Hiệu trưởng nhà trường trả lời bảng hỏi mô tả về học sinh, giáo viên, tài chính v.v.. của trường. PISA được thực hiện phần lớn bằng bài thi trên giấy. Ở một số nước PISA bắt đầu thử nghiệm sử dụng kiểm tra theo phương pháp đáp ứng nhờ máy tính  (computer adaptive testing).

## Phân tích dữ liệu, kết nối và so bằng
Dữ liệu từ các bài làm và phiếu kiểm tra của học sinh và hiệu trưởng được nhập vào máy tính, sau đó được tính toán và phân tích. Công cụ phân tích là các phần mềm tính toán dựa trên mô hình Rasch và Lý thuyết Ứng đáp Câu hỏi . Các kết quả kiểm tra từ các nước khác nhau được kết nối (linking), so bằng (equating) đưa lên cùng một thang đo (scaling) để có thể so sánh với nhau. 
Thang điểm cho các lĩnh vực (toán, đọc hiểu và khoa học) được quy định đặt giá trị trung bình ở 500 điểm và độ lệch tiêu chuẩn bằng 100 điểm.[1] Các bảng hỏi cũng được phân tích, kết nối với kết quả kiểm tra kiến thức về các lĩnh vực để rút ra các nhận xét và đánh giá liên quan đến chính sách và hiệu quả giáo dục.

## Kết quả
Kết quả hàng năm của PISA thường được công bố vào tháng 12 của năm kế tiếp, đăng ở trang web www.oecd.org/pisa, dưới dạng các báo cáo, trong các báo cáo có các bảng sắp xếp điểm trung bình của học sinh từng nước theo các lĩnh vực kiểm tra. OECD không đưa ra điểm tổng hợp của 3 lĩnh vực. Thông thường có thể xem sự sai khác về điểm vào khoảng 9 điểm là có ý nghĩa thống kê (statistically significant). 
Dưới đây là kết quả ngắn gọn của PISA 2015 được công bố vào ngày 6 tháng 12 năm 2016 dưới dạng bảng xếp thứ tự các nước và vùng lãnh thổ theo từng lĩnh vực đánh giá. Bảng dưới đây được trích từ [PISA, Wikipedia,English]. Từ bảng kết quả có thể thấy Singapore là nước mà kết quả kiểm tra học sinh ở cả ba lĩnh vực đều đứng đầu bảng.
| 1  | Singapore                            | 564 |
| 2  | Hồng Kông                            | 548 |
| 3  | Ma Cao                               | 544 |
| 4  | Đài Loan                             | 542 |
| 5  | Nhật Bản                             | 532 |
| 6  | Trung Quốc                           | 531 |
| 7  | Hàn Quốc                             | 524 |
| 8  | Thụy Sĩ                              | 521 |
| 9  | Estonia                              | 520 |
| 10 | Canada                               | 516 |
| 11 | Hà Lan                               | 512 |
| 12 | Đan Mạch                             | 511 |
| 13 | Phần Lan                             | 511 |
| 14 | Slovenia                             | 510 |
| 15 | Bỉ                                   | 507 |
| 16 | Đức                                  | 506 |
| 17 | Ba Lan                               | 504 |
| 18 | Ireland                              | 504 |
| 19 | Na Uy                                | 502 |
| 20 | Áo                                   | 497 |
| 21 | New Zealand                          | 495 |
| 22 | Việt Nam                             | 495 |
| 23 | Nga                                  | 494 |
| 24 | Thụy Điển                            | 494 |
| 25 | Úc                                   | 494 |
| 26 | Pháp                                 | 493 |
| 27 | Anh Quốc                             | 492 |
| 28 | Cộng hòa Séc                         | 492 |
| 29 | Bồ Đào Nha                           | 492 |
| 30 | Ý                                    | 490 |
| 31 | Iceland                              | 488 |
| 32 | Tây Ban Nha                          | 486 |
| 33 | Luxembourg                           | 486 |
| 34 | Latvia                               | 482 |
| 35 | Malta                                | 479 |
| 36 | Litva                                | 478 |
| 37 | Hungary                              | 477 |
| 38 | Slovakia                             | 475 |
| 39 | Israel                               | 470 |
| 40 | Hoa Kỳ                               | 470 |
| 41 | Croatia                              | 464 |
| 42 | Kazakhstan                           | 460 |
| 43 | Hy Lạp                               | 454 |
| 44 | Malaysia                             | 446 |
| 45 | România                              | 444 |
| 46 | Bulgaria                             | 441 |
| 47 | Síp                                  | 437 |
| 48 | Các Tiểu vương quốc Ả Rập Thống nhất | 427 |
| 49 | Chile                                | 423 |
| 50 | Thổ Nhĩ Kỳ                           | 420 |
| 51 | Moldova                              | 420 |
| 52 | Uruguay                              | 418 |
| 53 | Montenegro                           | 418 |
| 54 | Trinidad và Tobago                   | 417 |
| 55 | Thái Lan                             | 415 |
| 56 | Albania                              | 413 |
| 57 | Argentina                            | 409 |
| 58 | México                               | 408 |
| 59 | Gruzia                               | 404 |
| 60 | Qatar                                | 402 |
| 61 | Costa Rica                           | 400 |
| 62 | Liban                                | 396 |
| 63 | Colombia                             | 390 |
| 64 | Perú                                 | 387 |
| 65 | Indonesia                            | 386 |
| 66 | Jordan                               | 380 |
| 67 | Brasil                               | 377 |
| 68 | Macedonia                            | 371 |
| 69 | Tunisia                              | 367 |
| 70 | Kosovo                               | 362 |
| 71 | Algérie                              | 360 |
| 72 | Cộng hòa Dominica                    | 328 |

| 1  | Singapore                            | 556 |
| 2  | Nhật Bản                             | 538 |
| 3  | Estonia                              | 534 |
| 4  | Đài Loan                             | 532 |
| 5  | Phần Lan                             | 531 |
| 6  | Ma Cao                               | 529 |
| 7  | Canada                               | 528 |
| 8  | Việt Nam                             | 525 |
| 9  | Hồng Kông                            | 523 |
| 10 | Trung Quốc                           | 518 |
| 11 | Hàn Quốc                             | 516 |
| 12 | New Zealand                          | 513 |
| 13 | Slovenia                             | 513 |
| 14 | Úc                                   | 510 |
| 15 | Anh Quốc                             | 509 |
| 16 | Đức                                  | 509 |
| 17 | Hà Lan                               | 509 |
| 18 | Thụy Sĩ                              | 506 |
| 19 | Ireland                              | 503 |
| 20 | Bỉ                                   | 502 |
| 21 | Đan Mạch                             | 502 |
| 22 | Ba Lan                               | 501 |
| 23 | Bồ Đào Nha                           | 501 |
| 24 | Na Uy                                | 498 |
| 25 | Hoa Kỳ                               | 496 |
| 26 | Áo                                   | 495 |
| 27 | Pháp                                 | 495 |
| 28 | Thụy Điển                            | 493 |
| 29 | Cộng hòa Séc                         | 493 |
| 30 | Tây Ban Nha                          | 493 |
| 31 | Latvia                               | 490 |
| 32 | Nga                                  | 487 |
| 33 | Luxembourg                           | 483 |
| 34 | Ý                                    | 481 |
| 35 | Hungary                              | 477 |
| 36 | Litva                                | 475 |
| 37 | Croatia                              | 475 |
| 38 | Iceland                              | 473 |
| 39 | Israel                               | 467 |
| 40 | Malta                                | 465 |
| 41 | Slovakia                             | 461 |
| 42 | Kazakhstan                           | 456 |
| 43 | Hy Lạp                               | 455 |
| 44 | Chile                                | 447 |
| 45 | Bulgaria                             | 446 |
| 46 | Malaysia                             | 443 |
| 47 | Các Tiểu vương quốc Ả Rập Thống nhất | 437 |
| 48 | Uruguay                              | 435 |
| 49 | România                              | 435 |
| 50 | Síp                                  | 433 |
| 51 | Argentina                            | 432 |
| 52 | Moldova                              | 428 |
| 53 | Albania                              | 427 |
| 54 | Thổ Nhĩ Kỳ                           | 425 |
| 55 | Trinidad và Tobago                   | 425 |
| 56 | Thái Lan                             | 421 |
| 57 | Costa Rica                           | 420 |
| 58 | Qatar                                | 418 |
| 59 | Colombia                             | 416 |
| 60 | México                               | 404 |
| 61 | Montenegro                           | 411 |
| 62 | Gruzia                               | 411 |
| 63 | Jordan                               | 409 |
| 64 | Indonesia                            | 403 |
| 65 | Brasil                               | 401 |
| 66 | Perú                                 | 397 |
| 67 | Liban                                | 386 |
| 68 | Tunisia                              | 386 |
| 69 | Macedonia                            | 384 |
| 70 | Kosovo                               | 378 |
| 71 | Algérie                              | 376 |
| 72 | Cộng hòa Dominica                    | 332 |

| 1  | Singapore                            | 535 |
| 2  | Hồng Kông                            | 527 |
| 3  | Canada                               | 527 |
| 4  | Phần Lan                             | 526 |
| 5  | Ireland                              | 521 |
| 6  | Estonia                              | 519 |
| 7  | Hàn Quốc                             | 517 |
| 8  | Nhật Bản                             | 516 |
| 9  | Na Uy                                | 513 |
| 10 | New Zealand                          | 509 |
| 11 | Đức                                  | 509 |
| 12 | Ma Cao                               | 509 |
| 13 | Ba Lan                               | 506 |
| 14 | Slovenia                             | 505 |
| 15 | Hà Lan                               | 503 |
| 16 | Úc                                   | 503 |
| 17 | Thụy Điển                            | 500 |
| 18 | Đan Mạch                             | 500 |
| 19 | Pháp                                 | 499 |
| 20 | Bỉ                                   | 499 |
| 21 | Bồ Đào Nha                           | 498 |
| 22 | Anh Quốc                             | 498 |
| 23 | Đài Loan                             | 497 |
| 24 | Hoa Kỳ                               | 497 |
| 25 | Tây Ban Nha                          | 496 |
| 26 | Nga                                  | 495 |
| 27 | Trung Quốc                           | 494 |
| 28 | Thụy Sĩ                              | 492 |
| 29 | Latvia                               | 488 |
| 30 | Cộng hòa Séc                         | 487 |
| 31 | Croatia                              | 487 |
| 32 | Việt Nam                             | 487 |
| 33 | Áo                                   | 485 |
| 34 | Ý                                    | 485 |
| 35 | Iceland                              | 482 |
| 36 | Luxembourg                           | 481 |
| 37 | Israel                               | 479 |
| 38 | Litva                                | 472 |
| 39 | Hungary                              | 470 |
| 40 | Hy Lạp                               | 467 |
| 41 | Chile                                | 459 |
| 42 | Slovakia                             | 453 |
| 43 | Malta                                | 447 |
| 44 | Síp                                  | 443 |
| 45 | Uruguay                              | 437 |
| 46 | România                              | 434 |
| 47 | Các Tiểu vương quốc Ả Rập Thống nhất | 434 |
| 48 | Bulgaria                             | 432 |
| 49 | Malaysia                             | 431 |
| 50 | Thổ Nhĩ Kỳ                           | 428 |
| 51 | Costa Rica                           | 427 |
| 52 | Trinidad và Tobago                   | 427 |
| 53 | Kazakhstan                           | 427 |
| 54 | Montenegro                           | 427 |
| 55 | Argentina                            | 425 |
| 56 | Colombia                             | 425 |
| 57 | México                               | 423 |
| 58 | Moldova                              | 416 |
| 59 | Thái Lan                             | 409 |
| 60 | Jordan                               | 408 |
| 61 | Brasil                               | 407 |
| 62 | Albania                              | 405 |
| 63 | Qatar                                | 402 |
| 64 | Gruzia                               | 401 |
| 65 | Perú                                 | 398 |
| 66 | Indonesia                            | 397 |
| 67 | Tunisia                              | 361 |
| 68 | Cộng hòa Dominica                    | 358 |
| 69 | Macedonia                            | 352 |
| 70 | Algérie                              | 350 |
| 71 | Kosovo                               | 347 |
| 72 | Liban                                | 347 |

## Việt Nam tham gia PISA
Viêt Nam bắt đầu tham gia PISA từ đợt đánh giá năm 2012, theo mẫu học sinh được lấy trong cả nước. Việc chọn mẫu rất nghiêm ngặt, theo phương pháp chọn ngẫu nhiên nhờ phần mềm do ban quản lý PISA của OECD cung cấp và giám sát. Kết quả của học sinh Việt Nam qua 2 lần tham gia chương trình PISA được biểu diễn ở bảng  sau (trong các ô số trước là thứ hạng, số sau là điểm số):
| Năm  | Toán     | Khoa học | Đọc hiểu |
| ---- | -------- | -------- | -------- |
| 2012 | 17 ↔ 511 | 8 ↔ 528  | 19 ↔ 508 |
| 2015 | 22 ↔ 495 | 8 ↔ 525  | 32 ↔ 487 |

Để hiểu rõ hơn kết quả trên, có thể xem điểm trung bình các lĩnh vực đánh giá của khối các nước OECD ở bảng sau:
| Năm  | Toán | Khoa học | Đọc hiểu |
| ---- | ---- | -------- | -------- |
| 2012 | 494  | 501      | 496      |
| 2015 | 490  | 493      | 493      |

Như vậy, kết quả kiểm tra của Việt Nam ở cả ba lĩnh vực được đánh giá, trừ lĩnh vực đọc hiểu trong kỳ 2015, đều cao hơn giá trị trung bình của các nước OECD. 